# Zafuan Azeman
Zafuan Azeman, mit vollständigen Namen Muhammad Zafuan bin Azeman (thailändisch มูฮัมหมัดซัฟวัน กลีบแก้ว, * 10. Juni 1999 in Kangar) ist ein thailändisch-malaysischer Fußballspieler.

## Karriere
Zafuan Azeman stand bis Ende 2018 beim Kedah FA unter Vertrag. Der Verein aus Alor Setar spielte in der ersten Liga des Landes, der Malaysia Super League. Für Kedah absolvierte er zwei Erstligaspiele. 2019 wechselte er zum Ligakonkurrenten Perlis FA nach Kangar. Während der Saison 2019 wurde der Verein vom Verband gesperrt. Ab Januar 2021 wird er auf Leihbasis beim thailändischen Angthong FC spielen. Der Verein aus Angthong spielte in der dritten Liga, der Thai League 3. Mit dem Verein trat er in der Western Region an. 2021 kehrte er nach Malaysia zurück. Hier stand er bei den Erstligisten Penang FC und Kelantan United unter Vertrag. Im Januar 2023 ging er wieder nach Thailand, wo er einen Vertrag beim Zweitligisten Uthai Thani FC unterschrieb. Am Ende der Saison wurde er mit Uthai Thani Tabellendritter und qualifizierte sich somit für die Aufstiegsspiele zur ersten Liga. Hier konnte man sich im Finale gegen den Customs United FC durchsetzen und stieg in die erste Liga auf. Nach dem Aufstieg wurde sein Vertrag im Sommer 2023 nicht verlängert. Anfang Juni 2023 kehrte er in nach Malaysia zurück. Hier unterschrieb er einen Vertrag bis Januar 2024 beim Perlis United FC. Ende Januar 2024 nahm ihn sein ehemaliger Verein, der thailändische Erstligist Uthai Thaini FC, wieder unter Vertrag. Nachdem er nicht zum Einsatz gekommen war, wurde sein Vertrag im Sommer 2024 nicht verlängert. Im August 2024 unterschrieb er einen Vertrag beim Drittligisten Pattani FC. Mit dem Verein aus Pattani spielte er dreimal in der Southern Region der Liga. Im Dezember 2024 wurde sein Vertrag nicht verlängert.